# Великая Горбаша (Черняховский район)
Вели́кая Горба́ша (укр. Велика Горбаша) — село на Украине, основано в 1609 году, находится в Черняховском районе  Житомирской области.
Код КОАТУУ — 1825681001. Население по переписи 2001 года составляет 697 человек. Почтовый индекс — 12343. Телефонный код — 4134. Занимает площадь 13,56 км².

## Адрес местного совета
12343, Житомирская область, Черняховский р-н, с.Великая Горбаша, ул.Первомайская, 1